# منتخب إندونيسيا لكرة قدم الصالات
منتخب إندونيسيا لكرة قدم الصالات (بالإندونيسية: Tim nasional futsal Indonesia)‏ هو ممثل إندونيسيا الرسمي في المنافسات الدولية في كرة الصالات .